# Ectropothecium leptotapes
Ectropothecium leptotapes là một loài Rêu trong họ Hypnaceae. Loài này được (Cardot) Sakurai mô tả khoa học đầu tiên năm 1940.